# Lista över spelare från Linköpings HC som blivit draftade
Detta är en lista över spelare från Linköping HC som blivit draftade av något NHL-lag. Totalt har 38 spelare från Linköping HC draftats mellan 2003 och 2025. Andreas Sundin var den första spelaren att draftas, 2003, av Detroit Red Wings. Red Wings är också den klubb som valt flest spelare från Linköping: fem stycken. Tre spelare har en annan nationstillhörighet än Sverige – Mats Frøshaug (Norge), Jakub Vrána (Tjeckien), samt Joren van Pottelberghe (Schweiz). Tre spelare har valts i den första rundan, Vrána som 13:e spelare totalt, Filip Bystedt som 27:e spelare, samt Gabriel Carlsson som 29:e spelare.
Elva spelare har Linköping HC som moderklubb: Sundin, Jonas Junland, Mattias Bäckman, Gustav Forsling, Philip Nyberg, Adam Ginning, William Worge Kreü, Hugo Ollas, Elliot Ekmark, Bystedt och Mattias Hävelid. Av de 38 spelare som draftats har tolv gjort NHL-debut: Johan Franzén, Junland, Carl Gunnarsson, Klas Dahlbeck, Vrána, Forsling, Gabriel Carlsson, Carl Dahlström, Marcus Högberg, Erik Källgren, Olle Lycksell och Ginning. Fyra av dessa har vunnit Stanley Cup; först ut var Franzén (2008) följt av Vrána (2018), Gunnarsson (2019) och Forsling (2024 och 2025).
Klubbens mest framgångsrika draftår var 2015 då fyra spelare valdes – denna notering tangerades sedan både 2019 och 2020. 50% av spelarna som valts är backar.

## Draftval
| Johan Franzén och Mattias Bäckman valdes båda av Detroit Red Wings. |  | Johan Franzén och Mattias Bäckman valdes båda av Detroit Red Wings. |
| Johan Franzén och Mattias Bäckman valdes båda av Detroit Red Wings. |  |                                                                     |

Listan är komplett till och med draften 2023.

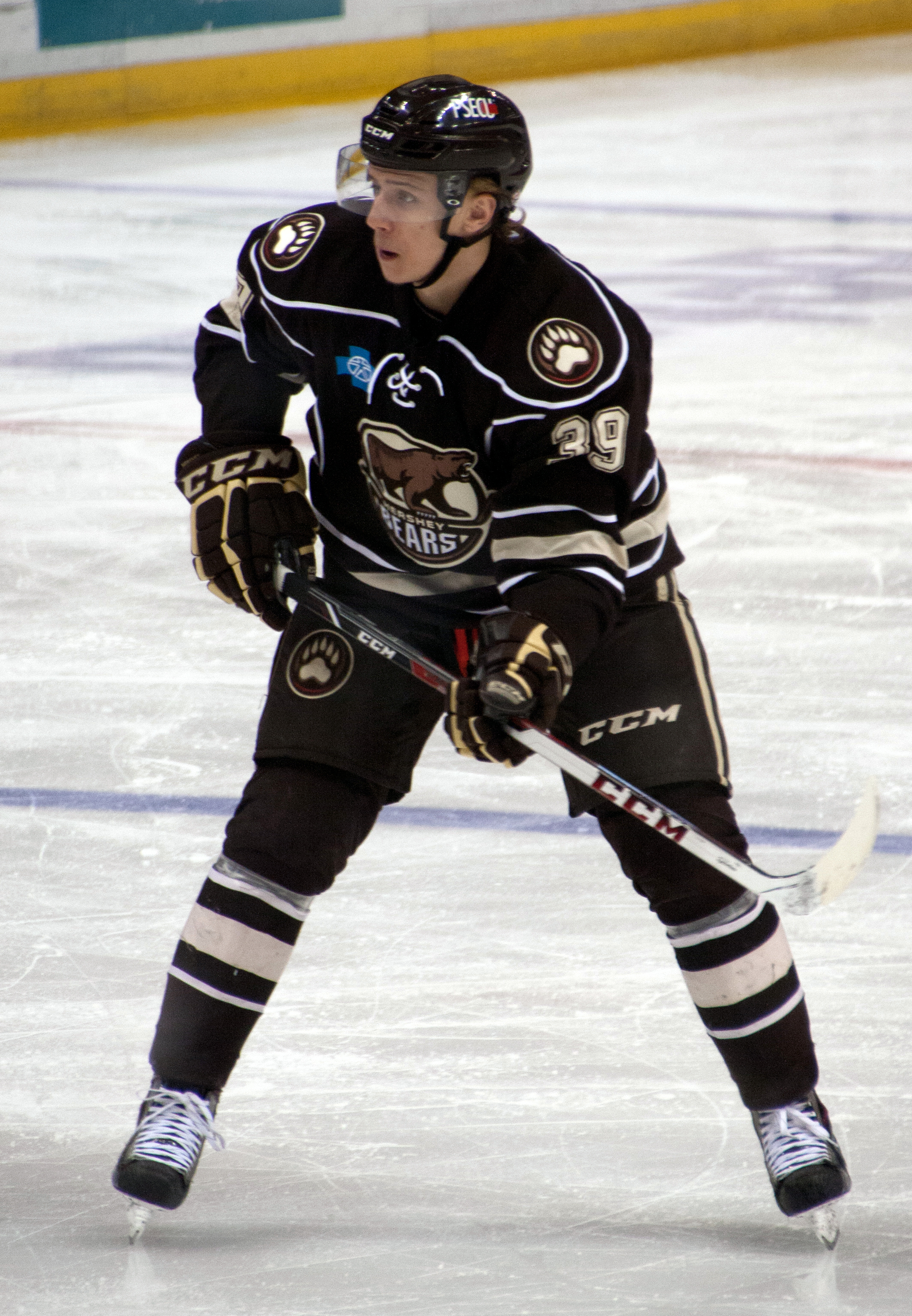
Jakub Vrána är den spelare som valts tidigast i draften.

Nat = Nationalitet, Pos = Position, Draft = Draftår, Rnd = Draftrunda, Val = Totala valet, M = Målvakt, B = Back, LW = Vänsterytter, RW = Högerytter, C = Center
| Namn                   | Nat      | Pos   | Draft | Rnd | Val | Lag                   | Ref    |
| ---------------------- | -------- | ----- | ----- | --- | --- | --------------------- | ------ |
| Andreas Sundin         | Sverige  | LW    | 2003  | 6   | 170 | Detroit Red Wings     | [ 1 ]  |
| Johan Franzén          | Sverige  | C     | 2004  | 3   | 97  | Detroit Red Wings     | [ 2 ]  |
| Jonas Junland          | Sverige  | B     | 2006  | 3   | 64  | St. Louis Blues       | [ 3 ]  |
| Carl Gunnarsson        | Sverige  | B     | 2007  | 7   | 194 | Toronto Maple Leafs   | [ 4 ]  |
| Mats Frøshaug          | Norge    | C     | 2008  | 6   | 161 | Vancouver Canucks     | [ 5 ]  |
| Klas Dahlbeck          | Sverige  | B     | 2011  | 3   | 79  | Chicago Blackhawks    | [ 6 ]  |
| Joachim Nermark        | Sverige  | C     | 2011  | 4   | 93  | Colorado Avalanche    | [ 6 ]  |
| Mattias Bäckman        | Sverige  | B     | 2011  | 5   | 146 | Detroit Red Wings     | [ 6 ]  |
| Jonatan Nielsen        | Sverige  | B     | 2012  | 7   | 194 | Florida Panthers      | [ 7 ]  |
| Carl Dahlström         | Sverige  | B     | 2013  | 2   | 51  | Chicago Blackhawks    | [ 8 ]  |
| Marcus Högberg         | Sverige  | M     | 2013  | 3   | 78  | Ottawa Senators       | [ 8 ]  |
| Victor Crus Rydberg    | Sverige  | C     | 2013  | 5   | 136 | New York Islanders    | [ 8 ]  |
| Jakub Vrána            | Tjeckien | RW/LW | 2014  | 1   | 13  | Washington Capitals   | [ 9 ]  |
| Gustav Forsling        | Sverige  | B     | 2014  | 5   | 126 | Vancouver Canucks     | [ 9 ]  |
| Jesper Pettersson      | Sverige  | B     | 2014  | 7   | 198 | Philadelphia Flyers   | [ 9 ]  |
| Gabriel Carlsson       | Sverige  | B     | 2015  | 1   | 29  | Columbus Blue Jackets | [ 10 ] |
| Joren van Pottelberghe | Schweiz  | M     | 2015  | 4   | 110 | Detroit Red Wings     | [ 11 ] |
| Erik Källgren          | Sverige  | M     | 2015  | 7   | 183 | Arizona Coyotes       | [ 12 ] |
| Petter Hansson         | Sverige  | B     | 2015  | 7   | 202 | New York Islanders    | [ 13 ] |
| Philip Nyberg          | Sverige  | B     | 2016  | 5   | 129 | Buffalo Sabres        | [ 14 ] |
| Olle Lycksell          | Sverige  | C     | 2017  | 6   | 168 | Philadelphia Flyers   | [ 15 ] |
| Adam Ginning           | Sverige  | B     | 2018  | 2   | 50  | Philadelphia Flyers   | [ 16 ] |
| Johan Södergran        | Sverige  | RW/LW | 2018  | 6   | 165 | Los Angeles Kings     | [ 17 ] |
| William Worge Kreü     | Sverige  | B     | 2018  | 7   | 187 | Buffalo Sabres        | [ 18 ] |
| Simon Lundmark         | Sverige  | B     | 2019  | 2   | 51  | Winnipeg Jets         | [ 19 ] |
| Eric Hjorth            | Sverige  | B     | 2019  | 4   | 104 | Columbus Blue Jackets | [ 19 ] |
| Nikola Pašić           | Sverige  | C/LW  | 2019  | 7   | 189 | New Jersey Devils     | [ 19 ] |
| Arvid Costmar          | Sverige  | C     | 2019  | 7   | 215 | Buffalo Sabres        | [ 19 ] |
| Daniel Ljungman        | Sverige  | C     | 2020  | 5   | 154 | Dallas Stars          | [ 20 ] |
| Albert Lyckåsen        | Sverige  | B     | 2020  | 7   | 193 | Buffalo Sabres        | [ 20 ] |
| Hugo Ollas             | Sverige  | M     | 2020  | 7   | 197 | New York Rangers      | [ 20 ] |
| Elliot Ekmark          | Sverige  | C     | 2020  | 7   | 198 | Florida Panthers      | [ 20 ] |
| Jonathan Myrenberg     | Sverige  | B     | 2021  | 5   | 140 | Vancouver Canucks     | [ 21 ] |
| Filip Bystedt          | Sverige  | C     | 2022  | 1   | 27  | San Jose Sharks       | [ 22 ] |
| Mattias Hävelid        | Sverige  | B     | 2022  | 2   | 45  | San Jose Sharks       | [ 23 ] |
| Fabian Wagner          | Sverige  | C/RW  | 2022  | 6   | 145 | Winnipeg Jets         | [ 24 ] |
| Eddie Genborg          | Sverige  | RW/LW | 2025  | 2   | 44  | Detroit Red Wings     | [ 25 ] |
| Loke Krantz            | Sverige  | B     | 2025  | 7   | 218 | Seattle Kraken        | [ 26 ] |